# Hermann Axen
Hermann Axen, né le 6 mars 1916 à Leipzig et mort le 15 février 1992 à Berlin, est un résistant allemand au nazisme, communiste, survivant de la déportation, et homme politique est-allemand.
Personnalité influente de la République démocratique allemande, Axen est secrétaire du Conseil central de la FDJ de 1946 à 1949, secrétaire du Comité central du SED de 1950 à 1953 et de 1966 à 1989, et membre du Politburo du Comité central du SED de 1970 à 1989, dont il dirige la commission de politique étrangère.

## Biographie
Le père d'Hermann Axen est un employé juif : fonctionnaire au Parti communiste d'Allemagne et ami de Walter Ulbrich, futur dirigeant de la RDA, il est emprisonné par le régime nazi et meurt en camp de concentration. Hermann se joint à la Ligue de la jeunesse communiste de l'Allemagne (KJV) et se lance dès 1933 dans la résistance au nazisme. Arrêté, il est condamné en 1935 à trois années de prison. Libéré, il fuit en France. À nouveau arrêté en 1940, il est livré aux Allemands par le régime de Vichy en 1942, déporté, mais survit aux camps d'Auschwitz et de Buchenwald.
Après la guerre commence son ascension politique. En 1946, il est membre du SED, le parti appelé à diriger de facto la RDA. Il est cofondateur de l'organisation de jeunesse FDJ, conseiller municipal de Berlin, secrétaire du comité central du SED, membre de la Volkskammer, le parlement est-allemand, et président de la commission des Affaires étrangères. Il est aussi le rédacteur en chef du Neues Deutschland, le quotidien du parti et principal organe de presse de la RDA. En tant que secrétaire du Comité central du SED (les secrétaires du comité central donnent, dans les faits, leurs ordres aux ministres de la RDA) il est chargé des Affaires étrangères et des relations internationales.
L'effondrement de la RDA entraîne sa démission du Politburo le 8 novembre 1989. Il est arrêté en janvier 1990, accusé d'abus de pouvoir et de corruption. Cependant, les procédures judiciaires sont closes et son mandat d'arrêt est levé pour raisons de santé.

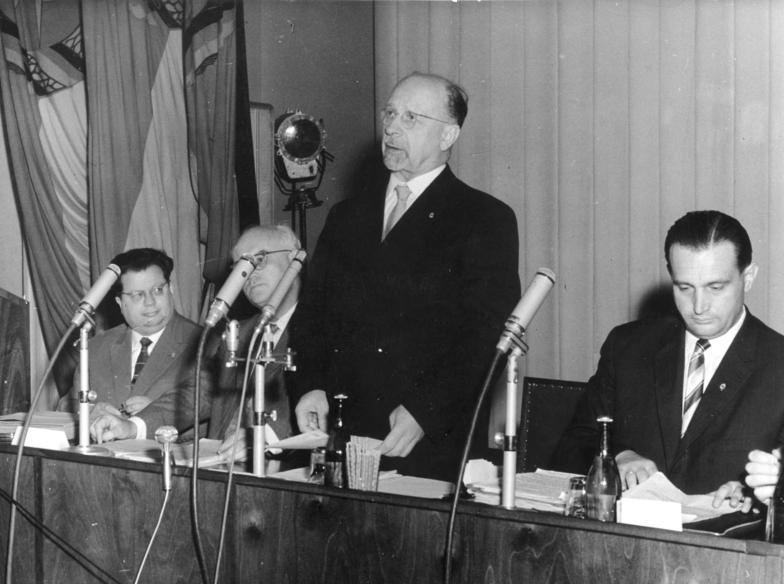
Conférence de presse de Walter Ulbricht en juin 1961, quelques jours avant l'édification du Mur de Berlin, Axen est au fond à gauche.
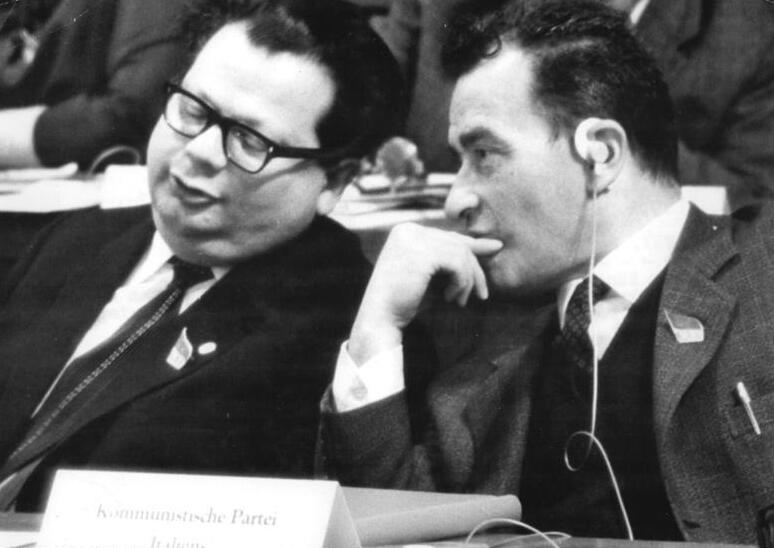
Avec le communiste italien Pietro Ingrao, au VIIe congrès du SED en avril 1967.
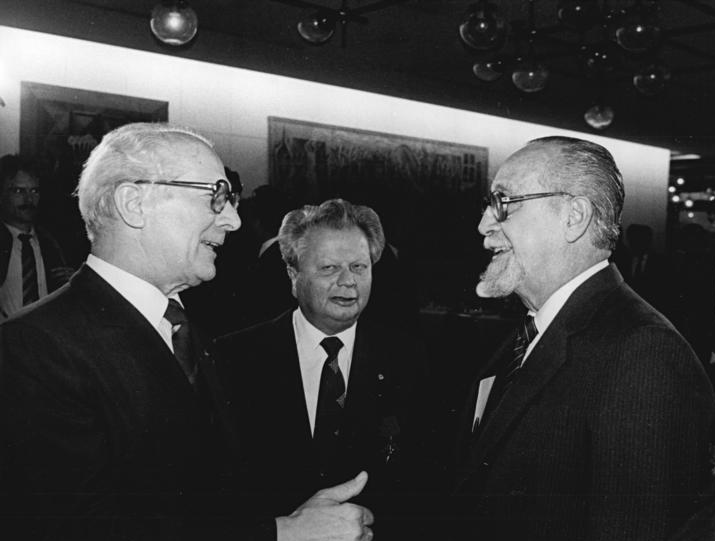
De gauche à droite : Erich Honecker, Axen et le dirigeant cubain Carlos Rafael Rodriguez lors du 750e anniversaire de Berlin en octobre 1987.

## Distinctions
- 1956 : Ordre du Mérite patriotique en argent[4]
- 1958 : Médaille des combattants contre le fascisme[5]
- 1960 : Bannière du Travail[6]
- 1965 : Héros du travail[7]
- 1966 : Ordre du mérite patriotique en or[8]
- 1969 : Barrette en or du mérite patriotique[9]
- 1976 : Ordre de Karl-Marx[10]
- 1986 : Ordre de Karl-Marx[11]
- 1986 : Ordre de l'Amitié des peuples décerné par l'Union soviétique[12]